# Sainey Touray (Politiker)
Sainey Touray ist ein gambischer Politiker.

## Leben
| Parlamentswahl | Stimmen | Stimmanteil |
| -------------- | ------- | ----------- |
| 2012           | 2.057   | 46,18 %     |
| 2017           | 2.171   | 57,82 %     |

Bevor Sainey Touray seine politische Karriere begann, war er als Lehrer tätig.
Bei der Wahl zum Parlament 2012 trat er als unabhängiger Kandidat im Wahlkreis Jarra East in der Mansakonko Administrative Region an. Mit 46,18 % konnte er den Wahlkreis nicht für sich gewinnen, sein Gegenkandidat Bafaye Saidykhan (APRC) zog für diesen Wahlkreis in die Nationalversammlung ein.
Vor der Präsidentschaftswahl 2016 wirkte Touray in der Führung der Coalition 2016 mit, einer oppositionellen Koalition die zum Wahlsieg Adama Barrow verhalf. Bei der Wahl zum Parlament 2017 trat er als Kandidat der United Democratic Party (UDP) im selben Wahlkreis an. Mit 57,82 % konnte er den Wahlkreis vor Juldeh Baldeh (GDC) für sich gewinnen. In der Legislaturperiode 2017–2022 fungiert Touray als Vorsitzender des Ausschusses der Nationalversammlung für Umwelt, nachhaltige Entwicklung und NRO-Angelegenheiten.
Bei den Parlamentswahlen 2022 trat Touray erneut im Wahlkreis Jarra East an und verlor mit 2334 Stimmen (33,90 %) gegen den NPP-Kandidaten Haruna Barry (* 1987), der 2775 Stimmen (40,31 %) erhielt.